# Навзитой
Навзитой в древногръцката митология е син на Посейдон и Перибея. Баща е на Алкиной и Рексенор. Цар е на феаките, които преселил от Хиперия (вероятно в Сицилия) на остров Схерия.